# Gomphus graslinii
Gomphus graslinii – gatunek ważki z rodziny gadziogłówkowatych (Gomphidae). Występuje w Portugalii, Hiszpanii i Francji.